# 奧克蘭 (錢伯斯縣)
奧克蘭（英語：Oakland）是一個位於美國阿拉巴馬州錢伯斯縣的非建制地區。該地的面積和人口皆未知。

## 地理
奧克蘭的座標為32°00′49″N 85°14′20″W / 32.013611°N 85.238889°W，而該地最高點為海拔高度207米（即679英尺）。